# Tito Puente
Ne doit pas être confondu avec Ernesto "Tito" Puentes.
Pour les articles homonymes, voir Tito (homonymie) et Puente.
Tito Puente (de son vrai nom Ernesto Antonio Puente Jr.) (né à New York le 20 avril 1923 et mort à New York le 1er juin 2000) est un musicien portoricain très populaire et prolifique (plus de cent albums) de musique latine. Il est surnommé « El Rey Del Timbal » (le roi des timbales).

## Biographie
À l'âge de 13 ans, il joue en tant que batteur dans le big band de Ramon Olivero puis étudie la composition, l'orchestration et le piano à la Juilliard School of Music. Dès son enfance, il apprend à danser et la danse devient un axe majeur de sa carrière musicale, « sans la danse, pas de musique, et sans la danse, la musique ne peut être populaire ». Très tôt, il s'est mis à penser comme un danseur et non comme un musicien. 
Puente a commencé sa carrière en jouant avec le pianiste cubain José Curbelo, puis avec Johnny Rodríguez, Anselmo Sacassas, et Noro Morales,. En 1942, il joua avec Machito puis part faire son service dans la marine où il sert durant la Seconde Guerre mondiale. En 1945 il retourne à New York et travaille avec José Curbello, Fernando Alvarez, Charlie Palmieri et Pupi Campo. En 1947, il forme l'orchestre Piccadilly Boys et signe les albums Abaniquito, El Timbal (1949), Babarabatiri (1951).
En 1949 il commence à jouer également du vibraphone. Tito Puente joue aussi des congas, des claves, du piano et occasionnellement du saxophone et de la clarinette. Sa formation a vu défiler les plus grands percussionnistes de l'époque : Chano Pozo, Manny Oquendo, Mongo Santamaría, Willie Bobo, Patato Valdés, Cándido, José Mangual, Julito Collazo (en), Francisco Aguabella, Johnny Pacheco, Willie Rodríguez et Ray Barretto.
Pendant les années 1950, il joue du mambo presque tous les soirs au Palladium Ballroom à New York, lieu de rendez-vous des vedettes américaines.
Il popularise ensuite le cha-cha-cha et il est le seul artiste non cubain à être invité à Cuba en 1952 à l'occasion de la célébration des 50 ans de la musique cubaine. En 1956, il s'oriente vers le latin jazz avec l'album Puente Goes Jazz puis vers la bossa nova durant les années 1960. Tito Puente enregistre des dizaines d'albums touchant à de nombreux styles différents et notamment à la salsa dans les années 1980.
Il a joué avec les plus grands du jazz, de Miles Davis à Lionel Hampton, de Dizzy Gillespie à Dexter Gordon. En 1962, il compose Oye cómo va qui connaîtra un énorme succès en 1970 grâce à la reprise de Carlos Santana (qui reprendra également une autre de ses compositions, Para los Rumberos, en 1972).
Vers la fin des années 1970, il rejoint avec « Patato » le Latin Percussion Jazz Ensemble avec qui il enregistre deux disques et part en tournée en Europe et au Japon. Les Japonais vont s'enflammer pour la salsa : c'est après avoir vu le groupe jouer que La Orquesta de la Luz se formera (plus tard, Tito Puente enregistrera avec eux leur plus célèbre titre : La Descarga de la Luz). Dans les années 1980, il collabore avec Azuquita et La India, et s'oriente vers la musique instrumentale et le jazz. Il travaillera avec le pianiste Jorge Dalto et le violoniste Alfredo de la Fe, puis le pianiste Sonny Bravo, Mario Rivera, Piro Rodríguez et les percussionnistes « Dandy » Rodríguez et José Madera.
Ses enregistrements pour la Concord Picante compteront des invités de luxe, comme Maynard Ferguson, Terry Gibbs, Phil Woods et George Shearing.
Il meurt d’une crise cardiaque en 2000 à New York.

## Albums

### The Mambo King: 100th LP
En 1991, Tito Puente sort son centième album chez Sony : The Mambo King : 100th LP. Tito Puente a invité de nombreux artistes :

N°piste Titre (durée) Compositeur - Interprètes) :

1. Hay Que Trabajar 	(5:44) 	Angel Santiago 	- Oscar d'León
2. Envuélvete Conmigo 	(4:32) 	Julie Ruffino 	- José "El Canario" Alberto
3. Déjame Soñar 	(5:00) 	Perín Vázquez 	- Tony Vega
4. Salsumba 	(4:09) 	Angel Santiago, Marin Medina
5. Celia y Tito 	(5:56) 	Johnny Pacheco 	- Celia Cruz
6. Nuestro Amor 	(4:23) 	Concha Valdés Miranda 	- Tito Nieves
7. El Bribón del Aguacero 	(4:40) 		? - Ismael Miranda
8. Son con Son (De la Luz) 	(5:12) 	César Portillo DeLaLuz 	- Millie P.
9. Bolero Medley 	(5:54) 	Julio Gutiérrez, Pepe Delgado 	- Danny Rivera, Santos Colon
10. El #100 	(5:58) 	Johnny Pacheco - José "El Canario" Alberto, Tito Nieves, Tony Vega, Domingo Quiñones, Millie P., Ismael Miranda, Santos Colon

Durée totale : 51:28
Sur la vidéo (68 minutes), il y a en plus les morceaux Mambo A La Tito et Medley: Tus Ojos, Mirame Mas, Hay Cariño (interprétée par José Alberto).
En 1992, il forme les Golden Latin Jazz All-Stars avec des piliers du latin jazz tels Hilton Ruiz, Dave Valentin, Charlie Sepúlveda, Andy González, Ignacio Berroa, Giovanni Hidalgo. La même année, il joue son propre rôle dans le film Les Mambo Kings. Il a également figuré comme « guest-star » (vedette invitée) dans les séries Les Simpson et le Cosby Show, et est apparu dans le film Radio Days de Woody Allen en 1987. Ses deux plus grands succès sont le cha-cha-cha Oye cómo va (titre rendu populaire par la reprise de Carlos Santana), et le mambo Ran Kan Kan.
Tito Puente a obtenu cinq Grammy :
- 1979 : Homenaje a Beny, hommage à Beny Moré.
- 1983 : En Broadway
- 1985 : Mambo Diablo
- 1990 : Goza mi Timbal
- 2000 : Mambo Birdland meilleur disque de musique caribéenne traditionnelle (1re cérémonie des Latin Grammy).

Son dernier album est Obra maestra, enregistré avec Eddie Palmieri et de nombreux invités prestigieux. Quelques semaines après, le 31 mai 2000, Tito Puente est mort d'une crise cardiaque à New York à l'âge de 77 ans. Il est enterré au cimetière de Woodlawn. La rue où il est né porte dorénavant le nom de « Tito Puente Way ». Son fils Tito Puente Jr est également musicien. La percussionniste Millie P. est sa petite fille [réf. nécessaire].

## Culture populaire
- Il apparaît comme personnage du film d'animation hispano-britannique Chico et Rita (2011).
- Dans la telenova Celia, qui retrace la vie de Celia Cruz, le personnage Tico Puente est une allusion à Tito Puente.
- Il apparaît dans des épisodes de la série d'animation Les Simpsons (Qui a tiré sur M. Burns ?)